# Long Li Xue
Long Li Xue (Girona, 8 d'agost de 2000) és un youtuber català amb nacionalitat xinesa. Aquest humorista gironí participa actualment amb Pol Gise al programa Adolescents iCat de l'emissora iCat, presentat per Roger Carandell conjuntament amb els instagramers Juliana Canet i Joan Grivé. Long Li va ser víctima d'assetjament escolar i després de ciberassetjament a l'edat de 14 anys pels seus orígens xinesos, que el va incitar a lluitar contra aquest racisme mitjançant l'humor. Arran de la seva popularitat entre el jovent, va presentar la 70a edició de la Nit literària de Santa Llúcia el desembre de 2020.
Fou un dels principals protagonistes de la campanya #1MilióDeVots, una campanya de Casa Nostra, Casa Vostra que es va desplegar a principis de febrer de 2021, durant la campanya electoral de les eleccions catalanes, per denunciar que més d'un milió de catalans migrats no tenen dret al vot.
El 2022 és el presentador del canal de Twitch del programa de televisió anomenat Eufòria, en què en comenta les actuacions i els millors moments. La primavera d'aquell mateix any fou denunciat públicament per algunes noies menors d'edat d'haver-les assetjat per xarxes socials, fent públiques converses on demanava imatges sexuals de les menors. Posteriorment, va publicar una carta disculpant-se del seu comportament.